# Juan Ignacio Gilardi
Juan Ignacio Gilardi (San Fernando, 14 de noviembre de 1982) es un exjugador argentino de hockey sobre césped que se desempeñó en la posición de defensor. Jugó en el Club San Fernando.
Fue parte de la Selección nacional, con la que obtuvo la medalla de oro en los Juegos Olímpicos de Río de Janeiro 2016, entre otros logros deportivos.